# Toggenburg

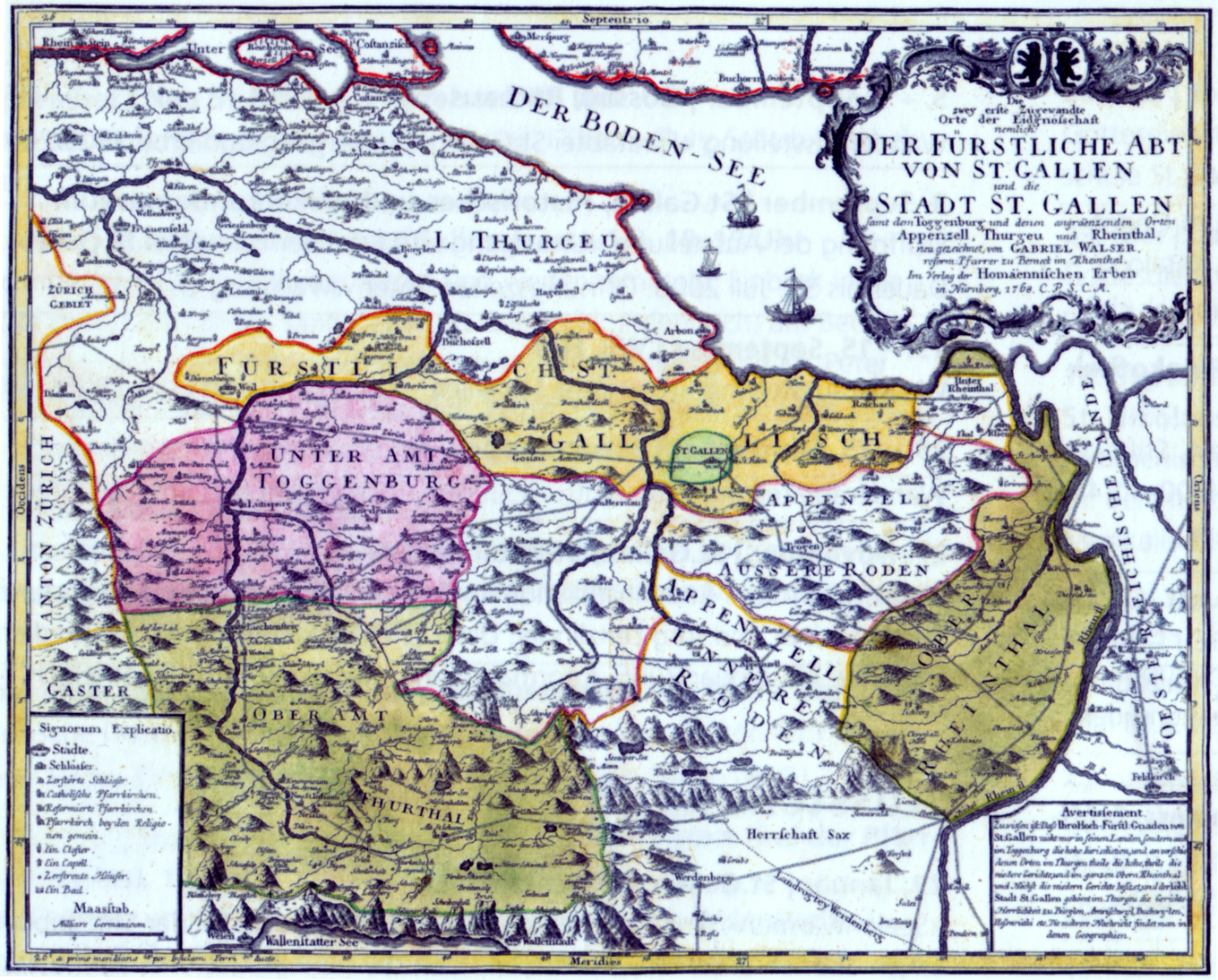
Grevskapet Toggenburg som del av furstabbotdömet Sankt Gallen på en karta från 1700-talet.

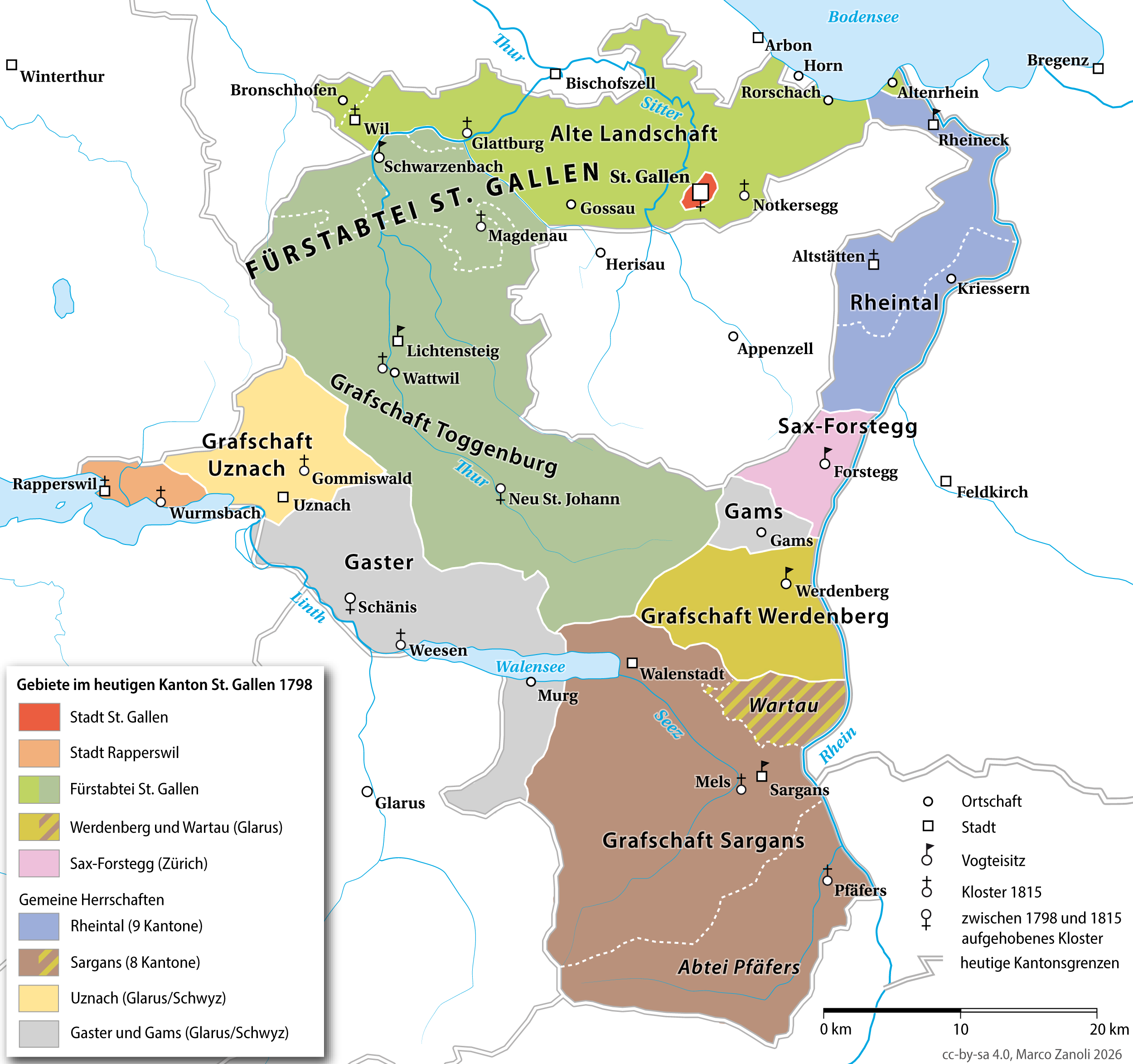
Historiska delar av kanton Sankt Gallen.

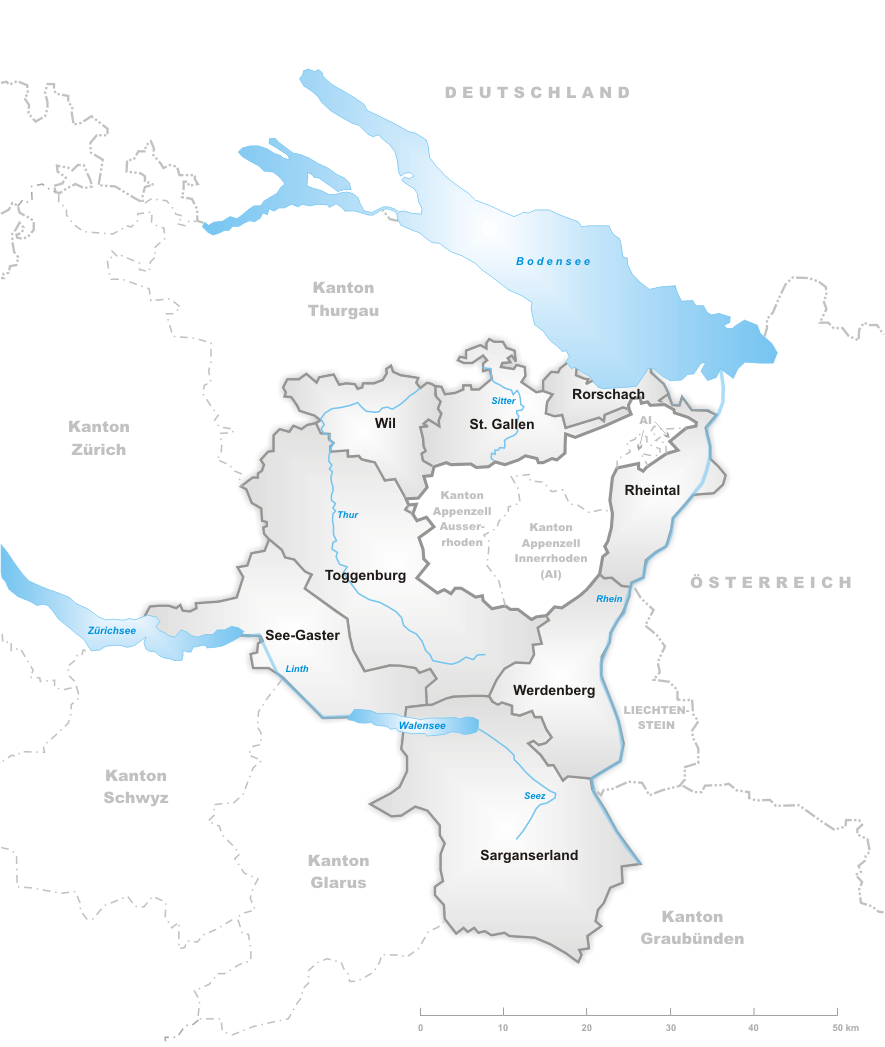
Valkretsindelning i kanton Sankt Gallen från 2003.

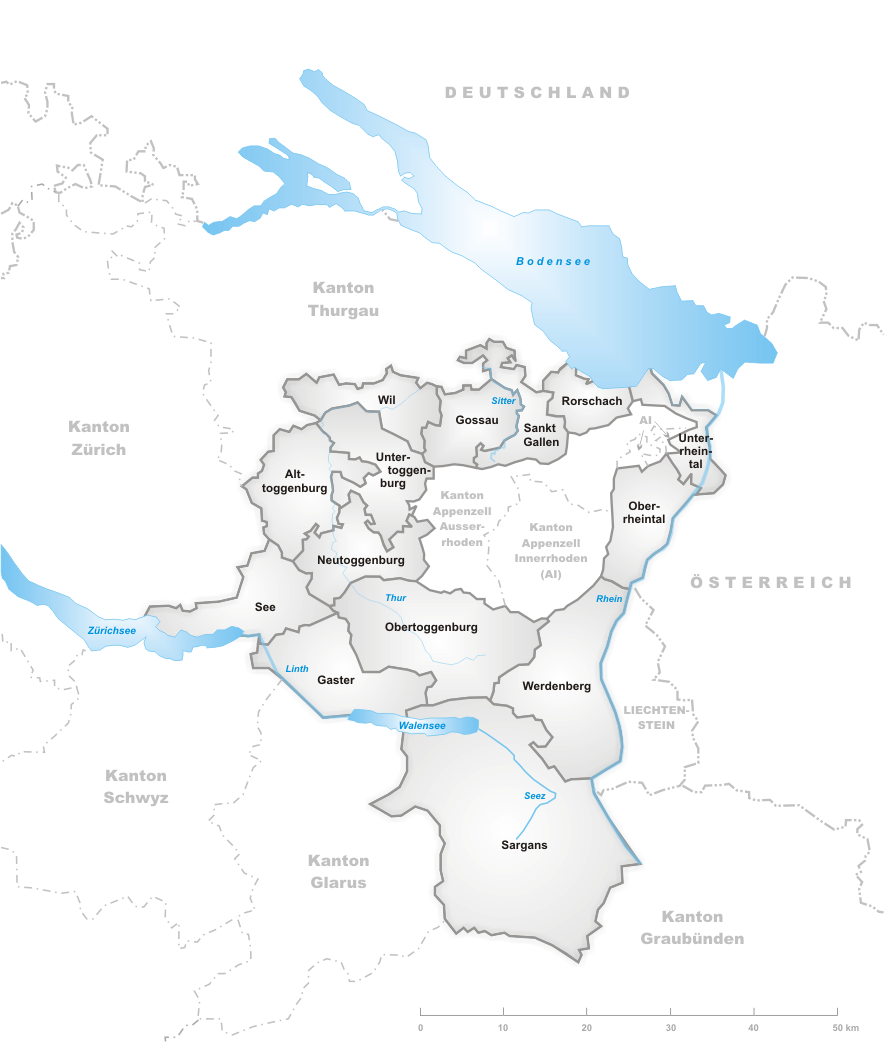
Distriktsindelning i kanton Sankt Gallen före 2003.

Toggenburg [ˈtɔkənˌbʊrɡ] är ett landskap som omfattar de mellersta delarna av kantonen Sankt Gallen i Schweiz.

## Geografi
Toggenburg består i huvudsak av två dalar, Thurtal och Neckertal, som genomströmmas av floderna Thur respektive Necker. Högsta berget är det 2502 meter höga Säntis i Alpsteinmassivet. Landskapets mest karaktäristiska kännetecken är dock bergskedjan Churfirsten, som bildar Toggenburgs sydligaste gräns.
Längst i norr ligger industristaden Uzwil, som är landskapets största stad, men tillhör valkretsen Wil.
Toggenburgs huvudort är Wattwil, som ligger vid den traditionella gränsen mellan Unter- och Obertoggenburg. Obertoggenburg är framför allt känt genom vintersportorterna Wildhaus, Unterwasser och Alt Sankt Johann.

## Historia
Landskapet har fått sitt namn av den tidigare adelssläkten von Toggenburg, som under medeltiden härskade över merparten av nuvarande Toggenburg. Därutöver var klostret i Sankt Gallen, klostret i Alt Sankt Johann och friherrarna von Sax stora landägare.
En av de viktigaste personerna i Toggenburgs historia var greve Friedrich VII, som förutom grevskapet Toggenburg hade stora besiktningar i Linthområdet, Rhendalen och Prättigau. Då han dog 1436, som den siste i sin släkt och utan arvingar, utbröt en längre konflikt mellan å ena sidan stadskantonen Zürich och å andra sidan landskantonerna Glarus och Schwyz: Gamla Zürichkriget (Alten Zürichkrieg).

## Indelning
Toggenburg ingår i kanton Sankt Gallen sedan dess grundande 1803. Där indelades det i distrikt Untertoggenburg och distrikt Obertoggenburg, från och med 1831 i de fyra distrikten Ober-, Neu-, Alt- och Untertoggenburg. 2003 gjordes distrikten i kantonen om till valkretsar, och då slogs de samman till valkretsen Toggenburg, med undantag för kommunerna Degersheim, Flawil, Jonschwil, Oberuzwil och Uzwil, som lades till Wil trots att de hör till det historiska landskapet Toggenburg.

## Religion
Reformatorn Huldrych Zwingli härstammar från Wildhaus, men verkade framförallt i Zürich. Fram till grundandet av kanton Sankt Gallen 1803 hörde området till furstabbotsdömet Sankt Gallen. Konflikter mellan den reformerta majoriteten i Toggenburg och furstabboten ledde till Toggenburgkriget. Idag är andelarna av reformerta och katoliker ungefär lika stora.